# Kaldvågfjorden
Kaldvågfjorden er en fjordarm nord af  Sagfjorden i Hamarøy i Nordland fylke i Norge.
Fjorden har sit indløb mellem Nes på Hamarøya og Finnøy på Finnøya og går  ca. 16 kilometer, først mod nordøst så mod øst, ind mod Kaldvågstraumen mellem fastlandet og Finnøya. Ved indløbet er der stærke tidevandsstrømme, holme, skær og en del lavvandede områder, med største dybde på 15 meter.
Videre langs vest- og nordkysten ligger det tilgrænsende naturreservat  Steinslandsvatnet, og Forrøya, som er den største ø i fjorden. I Røssvika ligger bygden Røsvik, og ca. en kilometer længere mod øst, Skottestad.
Mellem Haukås og Kaldstad går den ca. seks kilometer lange Lilandspollen  nordover mod Hamsund, med det tilgrænsende naturreservat  Lilandsvatnet på vestsiden af vigen. Bygden Kaldvåg ligger lidt nordvest for Kaldvågstraumen, i bunden af fjorden.
Sydkysten af fjorden går langs kysten af Finnøya, og er uden bebyggelse, med undtagelse af bygden Finnøy ved indløbet. Kalvågfjorden og Innhavet er et af 36 områder som er udpeget af et rådgivende ekspertudvalg som de bedste kandidatområder for marin naturbeskyttelse i Norge.
Fra Oppeid til Skutvik går Fylkesve 81  delvis langs nord- og vestkysten af fjorden, mens Fylkesvej 661  og Fylkesvej 662  ender henholdsvis på Nes og Finnøy.
| Nogle øer i fjorden | Højde | Beskrivelse                                                |
| ------------------- | ----- | ---------------------------------------------------------- |
| Engøya              | 16 m  | Sydvest for Kaldstad.                                      |
| Forrøya             | 55 m  | Sydøst for gården Finset. Største ø i fjorden.             |
| Gardøya             |       | Vestsiden af indløbet til Lilandspollen.                   |
| Røssvikøya          | 18 m  | Mellem Forrøya og Finnøya.                                 |
| Skottestadøyan      | 27 m  | To store og nogle mindre øer mellem Skottestad og Finnøya. |